# 데마고기
데마고기(Demagogy), 약칭 데마는 아무런 근거가 없는 허위의 유언을 의미하는 유언비어와 같은 뜻이다. 가장 원시적이고 비합리적인 방법이지만 단순한 가십(gossip)보다 훨씬 강한 효과와 의미를 갖는다. 전달 범위도 그 지방이나 국가 전체에 미칠 수 있다. 유포 범위는 그 문제가 지닌 중요성과 그 주체의 증거의 애매성이 크면 클수록 확대되는 것이 보통이다. 매스컴이 발달된 현대에서는 데마가 확대 재생산될 위험성을 지닌다. 사회적인 기초가 동요되고 있는 곳에 데마는 발생·전파되기 쉽다.
데마고그(Demagogue)란 데마를 퍼뜨리는 사람을 말하며 또 자극적인 변설·문장에 의해서 대중을 정치적으로 동원하는 선동가를 가리키기도 한다. 처음에는 그리스에서 민중의 지도자를 의미하는 것으로 반드시 오늘날과 같은 비난의 의미는 아니었다. 현대 사회에서는 개인이 갖고 있는 고유의 신념이나 가치체계의 안정이 해체되어 피암시성이 극도로 높아질 경향이 있으므로 데마고그가 담당하는 역할과 위험성은 큰 것이다. 

## 참고 자료
- 이 문서에는 다음커뮤니케이션(현 카카오)에서 GFDL 또는 CC-SA 라이선스로 배포한 글로벌 세계대백과사전의 내용을 기초로 작성된 글이 포함되어 있습니다.